# Antônio Jacó da Paixão

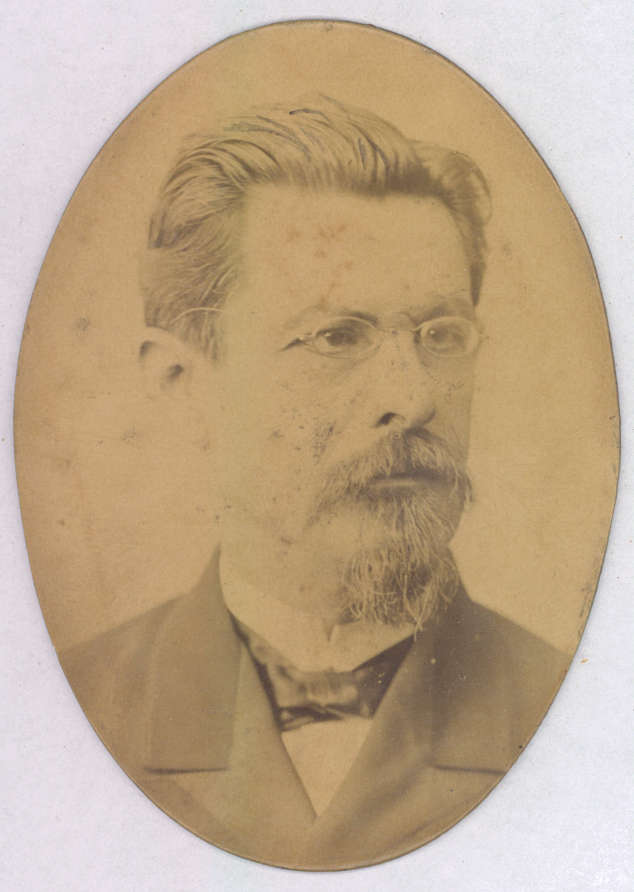
Antônio Jacob da Paixão

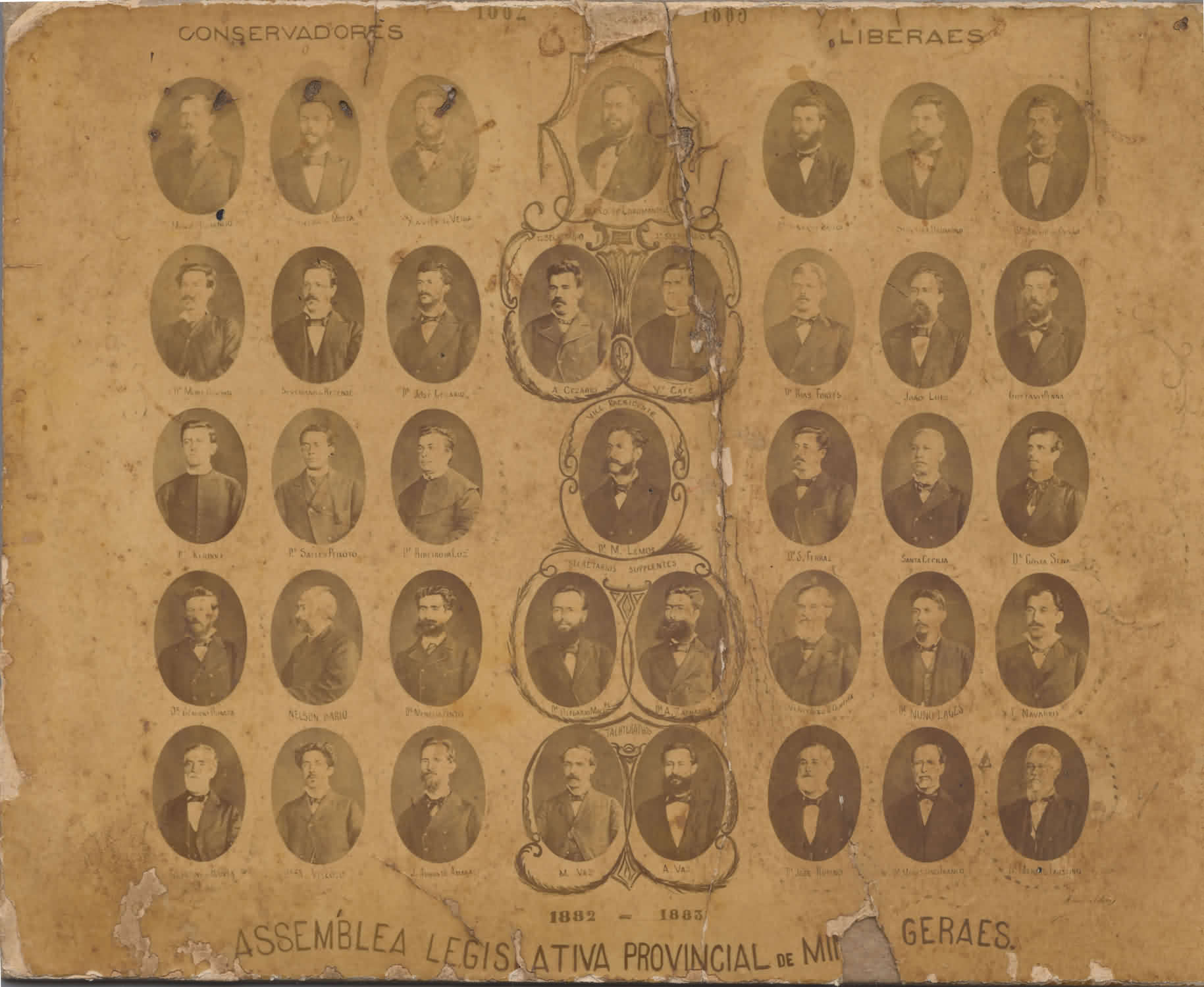
Foto de 1882 ou 1883

Antônio Jacó da Paixão (nascido no então arraial do Senhor do Bom Jesus do Rio Pardo (atual Argirita), então um distrito de São João Nepomuceno; em 28 de novembro de 1842 e falecido em Rio Novo, 26 de setembro de 1912) foi um dos signatários da Constituição brasileira de 1891.
Advogado, bacharelou-se em 1875 em Ciências Jurídicas e Sociais pela Faculdade de Direito de São Paulo. Após a conclusão do curso de Direito, estabeleceu-se em Rio Novo, Minas Gerais, onde iniciou a carreira política.
Ex-aluno do Externato Aquino, no Rio de Janeiro, outrora uma das melhores instituições de ensino do Brasil.
Estudou Humanidades no externato do Mosteiro de São Bento, no Rio de Janeiro, tendo concluído o curso de Filosofia. Habilitou-se para o exercício do magistério com a especialização em Aritmética, Álgebra e Geometria.
Foi eleito para a Assembleia Provincial de Minas Gerais nos biênios de 1880-1881, 1882-1883 e 1884-1885, onde foi líder do Partido Liberal na casa legislativa. No seu primeiro ano de mandato, foi o autor do projeto e principal articulador da 3ª e definitiva emancipação política de S. João Nepomuceno, precisamente em relação a Rio Novo, cidade na qual então residia.
Tornou-se republicano em 1886, portanto, antes da proclamação da república. Já como membro do Partido Republicano Mineiro (PRM), foi eleito deputado ao Congresso Nacional Constituinte, exercendo o mandato de deputado geral na 1ª legislatura (1891-1893) e na 3ª legislatura (1897-1899).
Foi um dos sete notáveis escolhidos para elaborarem a Constituição do Estado de Minas Gerais em 15 de junho de 1891. O projeto foi aprovado ad referendum da futura assembleia constituinte.
Antônio Jacó da Paixão é pai de Leovigildo Leal da Paixão e primo de Rodolfo Gustavo da Paixão (presidente do estado de Goiás no governo provisório do marechal Deodoro da Fonseca).
Fernando Pimentel, ex-governador do estado de Minas Gerais, é sobrinho-bisneto de Antônio Jacó da Paixão.